# مسجد عباس ميرزا
مسجد عباس ميرزا (بالأرمنية: Աբաս Միրզայի մզկիթ) هو مسجد شيعي فارسي بُني في القرن التاسع عشر، يقع في عاصمة أرمينيا، يريفا. وقد بُني في بداية القرن التاسع عشر خلال فترة حكم أخر خان (حاكم) لخانات أيروان، وقد سُمي بعباس ميرزا خلفاً لولي العهد الفارسي عباس ميرزا، ابن فتح علي شاه. واجهة المسجد كانت مغطاة بزجاج أخضر وأزرق، يتجلى فيها نمط المعمارية الفارسية، وتم استخدام المسجد كمستودع أسلحة بعد سيطرة الروس على أيروان في عام 1827م، ومن ثم حُول إلى ثكنة. هُجرفي العهد السوفيتي وكل ماتبقى منه حالياً هيكل.